# 29329 Кнобельсдорф
29329 Кно́бельсдорф (29329 Knobelsdorff) — астероїд головного поясу, відкритий 5 жовтня 1994 року.
Тіссеранів параметр щодо Юпітера — 3,593.